# Hannah Markwig

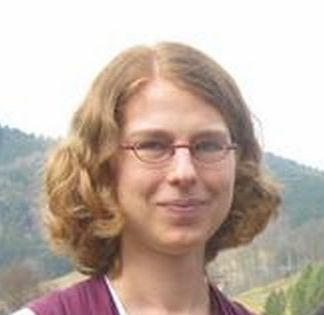
Markwig in Oberwolfach 2012

Hannah Markwig (* 19. November 1980 in Riedstadt) ist eine deutsche Mathematikerin, die sich mit algebraischer Geometrie befasst.

## Leben
Während ihrer Schulzeit nahm sie viermal am Wettbewerb Jugend forscht teil und errang 1997 den zweiten Platz im Bundesfinale. Nach dem Abitur in Mannheim studierte sie ab 1999 Mathematik an der TU Kaiserslautern (mit einem Auslandssemester in Berkeley) mit dem Diplom 2003 und der Promotion (summa cum laude) bei Andreas Gathmann 2006. Die Dissertation erhielt den Preis des Freundeskreises der Universität. Zweitgutachter der Dissertation mit dem Titel The Enumeration of Plane Tropical Curves war Bernd Sturmfels. Als Post-Doktorandin war sie am Institute for Mathematics and its Applications in Minneapolis und 2007/08 an der University of Michigan (assistant professor). 2008 wurde sie Juniorprofessorin an der Universität Göttingen. Seit 2011 war sie Professorin an der Universität des Saarlandes, seit März 2016 hat sie den Lehrstuhl für Geometrie an der Universität Tübingen inne.
Sie befasst sich mit tropischer Geometrie, einem Zweig der algebraischen Geometrie mit enger Verbindung zur Kombinatorik, und entwickelte dazu auch ein Softwarepaket. Insbesondere befasst sie sich mit der Anwendung der tropischen Geometrie auf enumerative algebraische Geometrie und entwickelte mit Andreas Gathmann einen Beweis der Kontsevich-Formel (Anzahl ebener rationaler Kurven vom Grad d durch 3d−1 Punkte in allgemeiner Lage in der komplexen projektiven Ebene, von Maxim Konzewitsch mit Gromow-Witten-Theorie bewiesen) und eine tropische Version des Caporaso-Harris-Algorithmus zum Abzählen ebener algebraischer Kurven von Geschlecht g und Grad d durch 3d+g−1 Punkte in allgemeiner Lage in der komplexen projektiven Ebene (ebenfalls ursprünglich mit Gromow-Witten-Theorie bewiesen von Joe Harris, Lucia Caporaso). Sie befasste sich auch mit weiteren Analoga der klassischen algebraischen Geometrie im tropischen Grenzfall (wie Mirror-Symmetrie, Flächensingularitäten, Hurwitz-Zahlen, Modulräume von Kurven).
2010 erhielt sie den Heinz-Maier-Leibnitz-Preis und den Helene-Lange-Preis.
Hannah Markwig ist seit 2004 mit Thomas Markwig verheiratet, der akademischer Direktor in Tübingen ist und mit dem sie gemeinsam veröffentlichte, und Mutter zweier Kinder.

## Schriften
- Mit Andreas Gathmann: Kontsevich’s formula and the WDVV equations in tropical geometry. In: Advances in Mathematics. Band 217, 2008, S. 537–560, Arxiv.
- Mit Andreas Gathmann: The Caporaso-Harris formula and plane relative Gromov-Witten invariants in tropical geometry. In: Mathematische Annalen. Band 338, 2007, S. 845–868, Arxiv.
- Tropische Geometrie. In: Mitteilungen der DMV. Band 18, 2010, S. 80–83 (online, PDF; 194 kB).
- Mit Johannes Rau: Tropical Real Hurwitz Numbers. In: Mathematische Zeitschrift. Band 281, 2015, S. 501–522, Arxiv.
- Tropische Geometrie. In: Katrin Wendland, Annette Werner (Hrsg.): Facettenreiche Mathematik. Vieweg+Teubner, 2011.